# Kuusiku-Nõmme
Kuusiku-Nõmme – wieś w Estonii, w prowincji Rapla, w gminie Rapla.